# Brasiella paranigroreticulata
Brasiella paranigroreticulata is een keversoort uit de familie van de loopkevers (Carabidae). De wetenschappelijke naam van de soort is voor het eerst geldig gepubliceerd in 1989 door Freitag & Barnes.